# 盧森堡高架橋

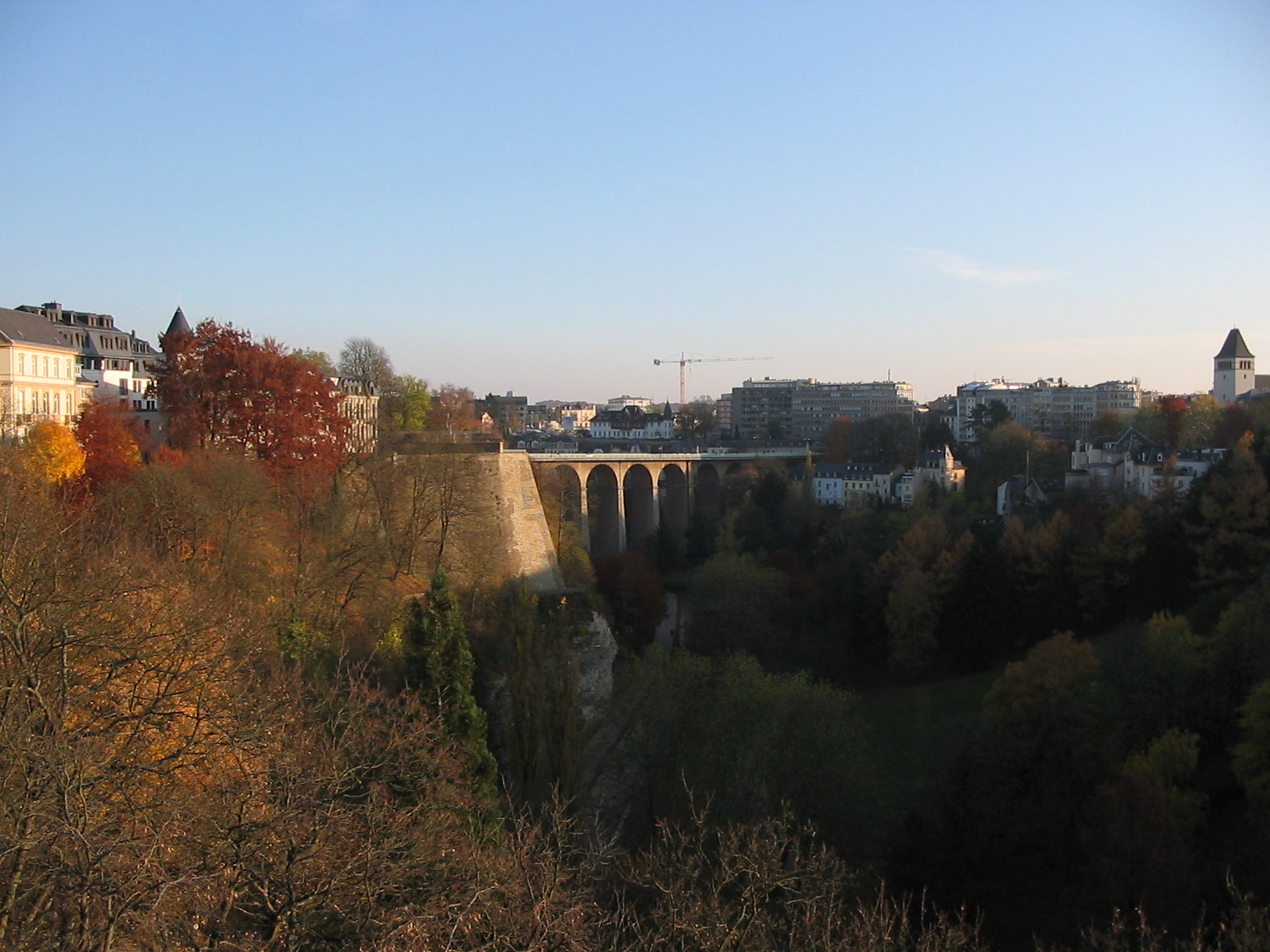
盧森堡高架橋

盧森堡高架橋（Luxembourg Viaduct）是位於盧森堡南部盧森堡市的一座高架橋。盧森堡高架橋又名舊橋，以和修建於1900年至1903年的阿道夫橋相對。

## 外部連結
- Structurae数据库中Luxembourg Viaduct的数据. [2010-05-13].